# Пшекора
Пшекора (пол. Przekora) — село в Польщі, у гміні Далікув Поддембицького повіту Лодзинського воєводства.
Населення — 190 осіб (2011).
У 1975-1998 роках село належало до Серадзького воєводства.

## Демографія
Демографічна структура станом на 31 березня 2011 року:
|          | Загалом | Допрацездатний вік | Працездатний вік | Постпрацездатний вік |
| -------- | ------- | ------------------ | ---------------- | -------------------- |
| Чоловіки | 91      | 21                 | 58               | 12                   |
| Жінки    | 99      | 28                 | 52               | 19                   |
| Разом    | 190     | 49                 | 110              | 31                   |